# Adelaida de Melguèlh
Adelaida de Melguèlh o Melgueil, coneguda també com a Adelaida de Gavaldà o Adelaida de Roergue (949? - 1011), comtessa consort de Carcassona amb Roger I de Carcassona el Vell.

## Orígens familiars
Filla de Bernat II de Melguèlh, comte de Melguèlh i la seva muller, Senegunda.

## Núpcies i descendents
Havia estat casada en primeres núpcies amb algun noble del que es desconeix la filiació i amb qui va tenir un fill anomenat Arnaudi.
En segones núpcies es casà vers el 970 amb Roger I de Carcassona.
D'aquesta unió tingueren:
- Ramon I de Carcassona, comte de Carcassona
- Bernat I de Foix (?-1038), comte de Foix, Bigorra i Coserans, casat el 1010 amb Garsenda de Bigorra
- Pere de Carcassona (?-1050), comte de Carcassona i bisbe de Girona
- Ermessenda de Carcassona (?-1057), casada el 990 amb el comte de Barcelona Ramon Borrell[2]